# تلمبه چهل‌تائی
تلمبه چهل‌تائی یک منطقهٔ مسکونی در ایران است که در دهستان دشت خاک واقع شده‌است.